# Bundi (Inde)
Pour les articles homonymes, voir Bundi.
Bundi est une ville de l'État indien du Rajasthan de 104 919 habitants au dernier recensement (2011) sur un territoire de 27,79 km². Elle est aussi connue pour avoir été la ville où Rudyard Kipling a écrit son roman Le Livre de la jungle.

## École de Bundi (Miniature Rajput)
Une des écoles miniatures de la province rājasthāni.

## Galerie

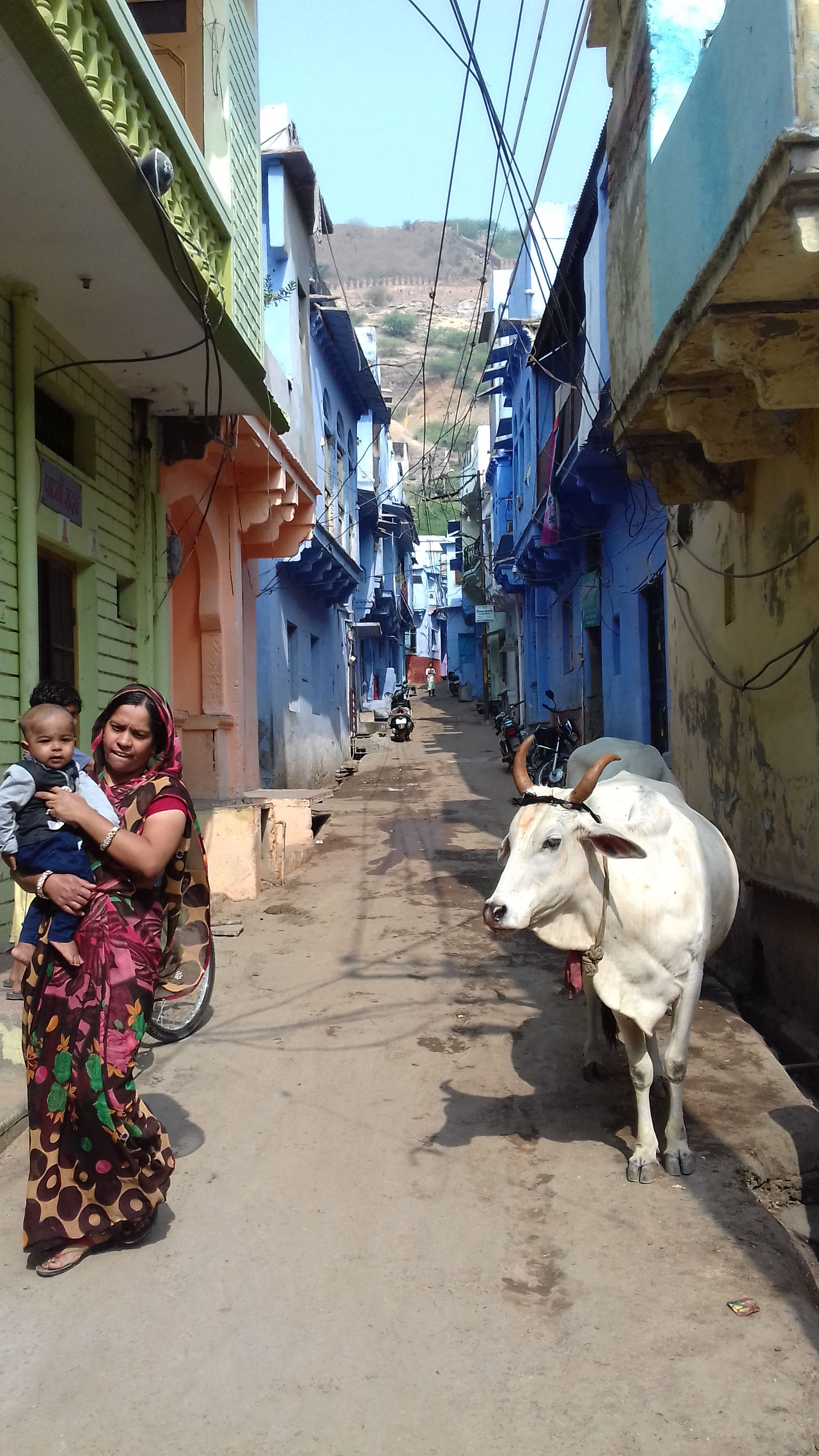
Scène de rue à Bundi.
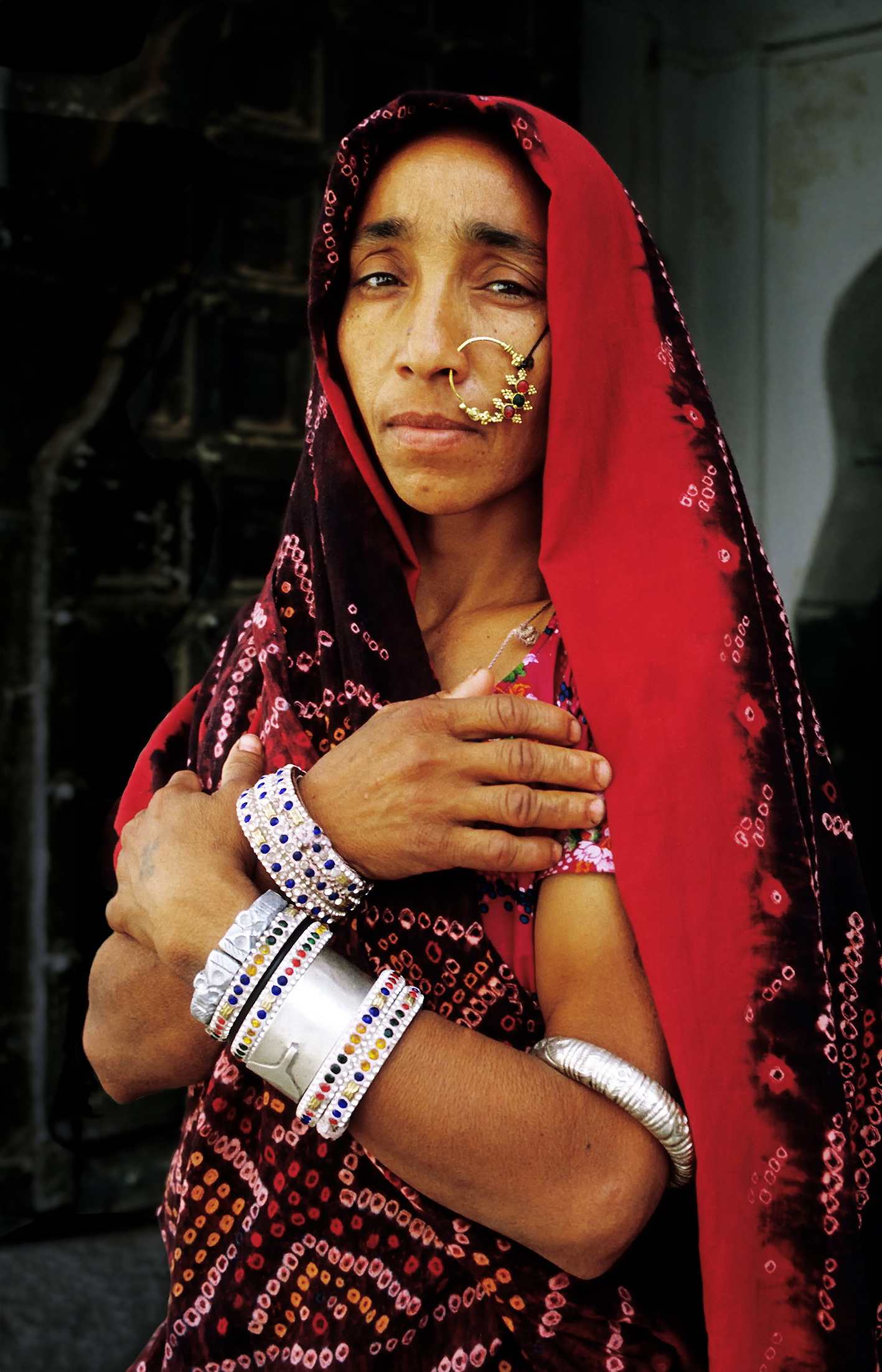
Femme de Bundi.